# ユーグレナ藻
ユーグレナ藻（ユーグレナそう、Euglenophyceae）は、鞭毛虫の一群で、運動性のある藻類として有名なミドリムシを含む単細胞真核藻類のグループである。
分類学的な位置づけが不明瞭なものも含め、およそ40属1000種が知られている。光合成を行うことからかつては植物だと考えられ、植物の中のユーグレナ植物門 Euglenophyta に分類された。現在ではこれらの葉緑体は緑藻の二次共生に由来していると考えられている。現在の分類では、近縁な従属栄養生物（古い分類では原生動物に含まれた）と共に、盤状クリステ類の中のユーグレナ類 Euglenida に分類され、ユーグレナ藻はその中の1グループとするか、ユーグレナ類のシノニムとする。
主に富栄養条件の淡水域に分布し、水田や水たまりに普通に見られる。少数ながら、海域に棲む種や共生性の種も含まれる。大部分のユーグレナ藻は葉緑体を持っており、光合成を行って独立栄養生活を営むが、捕食性のものや吸収栄養性の種もある。

## 研究の歴史
ユーグレナ藻の研究は、エーレンベルクが1830年にユーグレナ属 (Euglena) を記載したのが端緒である。ユーグレナという名前は eu- '真の、美しい'＋glena '眼点' に由来するが、この名前は若干の語弊を含んでいる（後述）。
より上位の分類群としてのユーグレナは、1884年、ドイツの動物学者 オットー・ビュッチュリ により、鞭毛虫の目「Euglenida」として設立された。一方、植物学者たちはユーグレナを藻類の分類群「Euglenophyta」として門レベルの位置付けを行っており、当時から既に動植物双方の特徴を併せ持つユーグレナの分類を巡っては混乱が生じていた。この分類の競合は、動物界、植物界に加えて原生生物界が設立される1つの契機となったが、ユーグレナの二重分類はその後も続き、今でも両方の名称がしばしば用いられる。

## 細胞構造

1：細胞核、2：葉緑体、3：パラミロン顆粒、4：収縮胞、5：基底小体、6：陥入部（apical pocket）、7：短鞭毛（後鞭毛）、8：感光部（副鞭毛体）、9：眼点、10：長鞭毛（前鞭毛）

### 細胞外被とユーグレナ運動
ユーグレナ藻の細胞は、細胞表面にペリクルと呼ばれるタンパク質性の条線構造を持っている。このペリクルはユーグレナ藻特有の構造であると共に、その微細構造はユーグレナ藻内部の分類基準として有用である。
ペリクルは長くて柔軟な屋根瓦のような形状と配置をとっている。ペリクルは細胞膜の直下に位置しており、隣り合うペリクル同士の近傍で微小管に支持されている。ペリクルは細胞の前端と後端で固定されているが、それ以外の部分では、隣り合うペリクルが互いの位置をずらす向きの運動が可能である。このペリクル同士の滑り運動により、ユーグレナ藻の細胞はある程度の変形が利くようになっている。最も柔軟なタイプの種（Euglena gracilis や E. ehrenbergii など）では、細胞形が棒状から球形までねじれるように変化するユーグレナ運動（euglenoid movement、すじりもじり運動）を行い、基物上を這い回るように移動する。一方、ユーグレナ運動ができない、ペリクルの硬い種では、細胞は鞭毛による遊泳を行う。

### 鞭毛と付随構造
ユーグレナ藻の多くは2本の鞭毛を持つ。ユーグレナ藻の鞭毛には、修飾構造として小毛が備わっている。生え方は片羽型で、鞭毛上のある1列に並んで生えているが、より詳しく観察すると、さらに細かい毛が鞭毛全体に生えている様子が確認できる。これらの毛は非常に細い非管状小毛で、不等毛藻のそれのように推進力を逆転するような効果は無い。
鞭毛には、他に副軸桿（paraxial rod）と呼ばれる構造が付随している。また、鞭毛基部には副鞭毛体と呼ばれる感光部があり、走光性のある種ではここで光受容が行われる。

### 眼点
レーウェンフックが眼点であるとした赤い顆粒は、眼点という名前が付いてはいるがここで光を感じるわけではない。真の感光点は前述の副鞭毛体である。真っ赤な眼点の役目は、特定方向からの光線の進入を遮り、感光点の光認識に方向性を持たせる事である。眼点の赤い色素はカロテノイドであり、これが脂質に溶けて顆粒になっていると考えられている。一方、感光部にはフラビンとプテリン様の蛍光物質が局在し、1990年代まではこれが光受容色素として機能していると考えられていた。2002年になると、FAD（フラビン色素の一種）を結合したタンパク質が副鞭毛体から見出され、これはアデニル酸シクラーゼとしての触媒能をもつ酵素でもあることが判った。この酵素の活性は光で調節がなされ、青色光の照射中にのみcAMPが生産されるユニークな性質を持つ。このタンパク質は光活性化アデニル酸シクラーゼ(Photoactivated Adenylyl Cyclase; PAC)と命名され、ミドリムシが光を回避する応答の光受容体として機能していることが証明された。

### 細胞核
細胞核は普通の真核であるが、間期も染色体が凝集している点、分裂が核膜残存型（完全閉鎖型）である点が特徴的である。これらはキネトプラスト類と共通するユーグレノゾアの共有形質である。

### 葉緑体
葉緑体は三重膜で、光合成色素はクロロフィルa/bである。この色素組成などから、ユーグレナ藻の葉緑体は緑藻の二次共生に由来すると考えられている。ただし他の植物の葉緑体と異なり、葉緑体ゲノム内に逆行反復配列を持たない。
ユーグレナ藻の仲間には、葉緑体を獲得する以前の形質を持つ従属栄養性の（無色の）生物が含まれる。しかしながら、無色ユーグレナである Astasia longa からは73kb程度の環状DNAが発見されており、これはコードする遺伝子の構成から、葉緑体遺伝子の名残であると考えられている。つまり、Astasia は一度手に入れた葉緑体を二次的に失い、再び従属栄養の生活に戻った生物なのである。このようなユーグレナ藻は他にも存在すると予想され、従って現在従属栄養性の生活を営むユーグレナ藻には、元々葉緑体を獲得しなかった生物と、一度獲得して失った生物とが混在していると考えられている。
- AJ294725 Astasia longa complete chloroplast genome.（NCBI）

### ミトコンドリア
団扇型（盤状）のミトコンドリアクリステを持つ。このクリステの形状もユーグレノゾアの共有形質である。

### 貯蔵物質
ユーグレナ藻の貯蔵物質はパラミロンと呼ばれるβ1,3-グルカンの多糖である。これは細胞内に棒状の結晶として貯蔵されており、光学顕微鏡でも確認可能である。パラミロンは時に細胞の乾燥重量の50％に達する。近年、いわゆるサプリメントとしてβグルカンが利用されるようになったのを受け、ユーグレナを加工した栄養補助食品も登場している。

## 栄養様式の分類
ユーグレナ類の分類は未だに定まらない部分が多く、他の分類群と同様、分子系統解析に基づく再編が目下進行中である。とはいえ、伝統的に用いられてきた分類形質である栄養様式と鞭毛の本数は、ある程度信頼できる基準である事が裏付けられている。いずれもの形質も、ユーグレナ類の多様性を理解する糸口を与えてくれるものである。

### 食作用を持つユーグレナ類
食作用は、ユーグレナ類の最も原始的な栄養様式であると考えられている。餌はバクテリアや小さな鞭毛虫であり、これを細胞前部の捕食装置（cytostome）で捕食する。捕食性ユーグレナ藻の大部分は2本鞭毛であり、1本を前方へ伸ばし、もう1本を基物上に密着させ、引きずって移動する。

### 光合成を行うユーグレナ類
緑藻由来の葉緑体を持つ独立栄養性のユーグレナ類（狭義のユーグレナ藻）は、緑藻と同様に鮮やかな緑色をしている。このタイプのユーグレナは眼点を持つと共に、光合成産物を蓄えて発達したパラミロン顆粒を形成する。葉緑体を持つユーグレナ藻は一般に後鞭毛が短く、鞭毛が生じる窪みから出ない為に1本の鞭毛のように見えるものもある。一方、前鞭毛は長く、独特の弧を描くような動作で細胞に推進力を与える（Euglena、Phacus、Trachelomonas など）。

### 吸収栄養性のユーグレナ類
前述の Astasia や、同様に葉緑体を失った Hyalophacus は発達した捕食装置を持たず、細胞表面から有機物を吸収して生活する。葉緑体を獲得していないユーグレナ類の中にも、Rhodomonas や Distigma のように専ら吸収栄養に頼る属もある。

## 分布
淡水域にも海水域にも広く分布するが、特に富栄養な淡水中で優占する。富栄養環境を招きやすい水槽では、しばしばユーグレナ藻の増殖が問題となる。これは、水を定期的に入れ替えて窒素やリンの濃度を下げたり、直射日光を遮ったりする事で抑えられる。

## 分類

### 現在の分類の例
Adl et al. (2012)より。
ユーグレナ類は、おおよそ栄養様式に対応した、捕食性の Heteronematina、光合成を行うユーグレナ藻、浸透栄養性の Aphagea に分けられる。ただし、Heteronematina は他の2つに対する基底的な側系統だが、この群の系統分類は進んでおらず、属分類も改変される可能性がある。
- ユーグレノゾア Euglenozoa
  - キネトプラスト類 Kinetoplastea
  - ディプロネマ類 Diplonemea
  - Symbiontida
  - ユーグレナ類 Euglenida
    - Heteronematina - 捕食性。他の2群に対し側系統。旧 スフェノモナス亜目とヘテロネマ亜目からなる。
      - アニソネマ属 Anisonema
      - Dinema
      - エントシフォン属 Entosiphon
      - ヘテロネマ属 Heteronema
      - Lentomonas
      - メタネマ属 Metanema
      - ノトソレヌス属 Notosolenus
      - フトヒゲムシ属 Peranema
      - ペタロモナス属 Petalomonas
      - プロエオチア属 Ploeotia

    - ユーグレナ藻 Euglenophyceae - 光合成を行う。
      - ラパザ属 Rapaza
      - Eutreptiales - 旧 ユートレプチア亜目の主要部からなる。
        - ユートレプティア属 Eutreptia
        - ユートレプティエラ属 Eutreptiella

      - Euglenea - 旧 ユーグレナ亜目の主要部からなる。
        - ウチワヒゲムシ科 Phacaceae
          - Discoplastis
          - ニセウチワヒゲムシ属 Lepocinclis
          - ウチワヒゲムシ属 Phacus

        - ミドリムシ科 Euglenaceae
          - アスコグレナ属 Ascoglena
          - コラキウム属 Colacium
          - クリプトグレナ属 Cryptoglena
          - シクリディオプシス属 Cyclidiopsis
          - ミドリムシ属 Euglena
          - Euglenaria
          - ユーグレノプシス属 Euglenopsis
          - モノモルフィナ属 Monomorphina
          - ストロンボモナス属 Strombomonas
          - トックリヒゲムシ属 Trachelomonas

    - Aphagea - 浸透栄養性（学名は「捕食しない」の意）。旧 ラブドモナス亜目と、ユートレプチア亜目・ユーグレナ亜目のそれぞれ一部からなる。
      - アスタシア属 Astasia
      - ディスティグマ属 Distigma
      - ディスティグマ属　Distigmopsis
      - メノイディウム属 Menoidium
      - ラブドモナス属 Rhabdomonas

### 旧分類
Leedale (1967) はユーグレナ類を6亜目に分け、これが分子系統以前のユーグレナ類の標準的な分類だった（ただしそれらを目とすることもあった）。
Euglenophyta ユーグレナ植物門
Euglenophyceae ユーグレナ藻綱
Eutreptiina ユートレプチア亜目 / Eutreptiales ユートレプティア目
2本の等長鞭毛を持つ。葉緑体有り/無し。パラミロンが発達。盛んにユーグレナ運動を行う。汽水性か海水性。
Euglenina ユーグレナ亜目 / Euglenales ユーグレナ目　
2本鞭毛だが、後鞭毛は非常に短い。葉緑体有り/無し。ユーグレナ運動を行う種もある。ほとんどが淡水性で、ごく一部が海洋に分布。
- Euglena 属：最も代表的なユーグレナ藻。いわゆるミドリムシを含む。
- Strombomonas属、Trachelomonas属：鉄やマンガンを含む褐色の殻（ロリカ）を持つ。
- Colacium属：寒天質の柄に埋まった群体を形成する。

Rhabdomonadina ラブドモナス亜目 / Rhabdomonadales ラブドモナス目
鞭毛は1本または2本。すべて無色で葉緑体無し。ペリクルは相互の結合が固く、ユーグレナ運動を行わない。すべて淡水性。
Sphenomonadina スフェノモナス亜目 / Sphenomonadales スフェノモナス目
不等長の2本鞭毛。すべて無色で葉緑体無し、吸収栄養性。ペリクルは相互の結合が固く、ユーグレナ運動を行わない。淡水及び海水に分布。
Heteronematina ヘテロネマ亜目 / Heteronematales ヘテロネマ目
鞭毛は1本または2本。すべて無色で葉緑体無し、捕食に長けたグループ。淡水及び海水に分布。
Euglenamorphina ユーグレナモルファ亜目 / Euglenamorphales ユーグレナモルファ目
3本-7本の鞭毛を持つ変わったグループ。ユーグレナモルファ Euglenamorpha、Hegneria ともにオタマジャクシの腸内に寄生するとされている。原記載以外に報告が少なく、詳しい特徴は知られていない。